# ティトー・ガルシア
ティトー・ガルシア（西: Tito Garcia、本名: Pablo Garcia Gonzalez、1931年8月17日 - 2003年5月6日）は、スペインのカスティーリャ・イ・レオン州サラマンカ県サラマンカ出身の映画俳優である。

## 経歴
俳優としての特徴
元々は闘牛士で、スペインの映画界で1960年から2002年まで活動した脇役俳優。1970年代からはTVシリーズへの出演が増えた。
出演作品は膨大だが、1960年代半ばから1970年代に掛けてスペインで撮影されたマカロニ・ウエスタンに数多く出演した。主にメキシコ人の悪党の一味や小悪党役が目立ち、クレジットされない作品も少なくなかった。脇役と言うよりも端役と形容した方が適当である。小太りで口髭を生やして登場し、時には坊主頭に前髪だけを残した髪型で特異な印象を残したが、ユーモラスな風貌から笑いを誘う役どころが多かった。また、『ガンマン大連合』（1970年）では、その持ち味に憐れさが加味されたものだった。
ポール・スミス（Paul Smith）の変名を用いたこともあり、『荒野の用心棒』（1964年）と同時期、同場所で撮影されたマカロニ・ウエスタンでロッド・キャメロン主演の『問答無用の拳銃』（1964年/未ソフト化）で、それを名乗ったが、同名の米国のユダヤ系の俳優が存在するために余り使用されなかった。
他には『トリニティのデブ兄弟』（1973年/未ソフト化）なるコメディ西部劇ではクリス・ウェルタとリカルド・パラシオスと言った肥満体俳優と兄弟役で共演した。
ハリウッド西部劇に出演
サム・ワナメーカー監督の『マーベリックの黄金』（1971年）やリチャード・フライシャー監督の『スパイクス・ギャング』（1974年）の端役にも起用されたが、別段演技が評価された訳ではなく、撮影現場がスペインだったからと言う理由である。当時活動していたスペインの脇役俳優も同様である。以前にもガルシアはシドニー・ピンク監督の米国とスペインの合作『黄金の砦』（1965年）にも出演していた。
ヴィム・ヴェンダース監督に起用される
ドイツの名匠監督であるヴィム・ヴェンダースの『緋文字』（1973年）の脇役に起用される。ナサニエル・ホーソーンが原作の愛憎劇で、17世紀の独立戦争前のアメリカが舞台となっている。主演はセンタ・バーガーだった。
『荒野の用心棒』（1964年）や『夕陽のモヒカン族』（1965年）の頃より西部劇に理解のあったドイツ映画界が定番のスペイン・ロケを敢行したためにガルシアの他にエドゥアルド・ファヤルドやアンヘル・アルヴァレス、ロレンツォ・ロブレド、アルフレード・マヨ等のマカロニ・ウエスタンでお馴染みのスペインの俳優が脇を固めている。
因みに、本作は1995年にローランド・ジョフィ監督、デミ・ムーア主演の『スカーレット・レター』としてリメークされた。
晩年
TVシリーズを中心に出演活動を継続していたが、日本では未公開作が殆どだった。久しぶりに日本で劇場公開されたアレックス・デ・ラ・イグレシア監督の『マカロニ・ウエスタン/800発の銃弾』（2002年）が遺作となった。『情無用のジャンゴ』（1966年）等にも端役出演していたサンチョ・グラシアの主演作でもあった。2003年にマドリードで死去。

## フィルモグラフィ
・『赤い砂の決闘』（1963年）（クレジットなし）リカルド・ブラスコ監督
・『ジャガー』（1963年/未ソフト化）ジェス・フランコ監督
・『黄金の砦』（1965年）シドニー・ピンク監督
・『情無用のコルト』（1965年）（クレジットなし）ジョヴァンニ・グリマルディ監督
・『七匹のプロファイター』（1966年/未/TV放映）ロッド・ギルバート（ロモロ・ジロラーミ）監督
・『夕陽の墓場』（1966年）（クレジットなし）
・『ライトニングボルト作戦』（1966年）（クレジットなし）
・『ガンクレイジー』（1966年）エウヘニオ・マルティン監督
・『殴りこみ兄弟』（1967年）フランク・グラフィールド（フランコ・ジラルディ）監督
・『つむじ風のキッド』（1967年）（クレジットなし）フリオ・ブックス監督
・『白昼の大列車強盗団』（1968年/未/TV放映）（クレジットなし）マイク・パーキンス（マリオ・カイアーノ）監督
・『地獄の一匹狼』（1968年）（クレジットなし）アレックス・バークス（カミロ・バッツォーニ）監督
・『豹/ジャガー』（1968年）（クレジットなし）セルジオ・コルブッチ監督
・『追跡者ガリンゴ』（1969年/未/TV放映）（クレジットなし）ラファエル・ロメロ・マルチェント監督
・『ブーツ・ヒル』（1969年/未ソフト化）（クレジットなし）ジュリオ・ペトローニ監督
・『ギャングプロフェッショナル4+1』（1969年）
・『シカゴ・アンタッチャブル』（1969年/未/TV放映）（クレジットなし）
・『ガンマン大連合』（1970年）セルジオ・コルブッチ監督
・『無頼プロフェッショナル』（1971年/未/TV放映）エウヘニオ・マルティン監督
・『荒野のライフル』（1971年/未/TV放映）ロバート・パリッシュ監督
・『マーベリックの黄金』（1971年）サム・ワナメーカー監督
・『フランコ・ネロの新・脱獄の用心棒』（1971年/未/TV放映）（クレジットなし）デュッチオ・テッサリ監督
・『カーク・ダグラスとユル・ブリンナーの世界の果ての大冒険』（1971年/未/ビデオ）ケヴィン・ビリントン監督
・『盲目ガンマン』（1971年）（クレジットなし）フェルディナンド・バルディ監督
・『殺し（バトル・キラー）』（1971年）ロマン・ギャリー監督
・『荒野のドラゴン』（1973年）（クレジットなし）マリオ・カイアーノ監督
・『ザ・サムライ/荒野の珍道中』（1973年/未/ビデオ）セルジオ・コルブッチ監督
・『スパイクス・ギャング』（1974年）（クレジットなし）リチャード・フライシャー監督
・『アラン・ドロンのゾロ』（1974年）（クレジットなし）ドゥッチョ・テッサリ監督
・『スーパーソニック・マン』（1979年/未/ビデオ）ファン・ピカー・シモン監督
・『虎の挑戦』（1980年/未ソフト化）